# Janie
Janie é um filme norte-americano de 1944, do gênero comédia, dirigido por Michael Curtiz e estrelado por Joyce Reynolds e Robert Hutton.